# Героите на Шипка
„Героите на Шипка“ е съветско-български игрален филм (военен, исторически, драма) от 1955 г. на режисьора Сергей Василиев, по сценарий на Аркадий Первенцев. Оператор е Михаил Кирилов. Музиката във филма е композирана от Николай Крюков и Филип Кутев. Филмът е получил наградата за най-добра режисура на кинофестивала в Кан през 1955 година.

## Сюжет
70-те години на XIX век. Балканският полуостров е в краката на Османската империя. След кървавото потушаване на Априлското въстание на българите, сред руските интелектуалци се простира широка вълна от възмущение, сред които са писателя Гаршин и хирурга Пирогов. За да се тушира напрегнатата обстановка в Руската империя, царското правителство през 1877 г. обявява война на Османската империя. Във войната се сблъскват интересите на редица страни: Англия има нужда проливи, Германия и Австрия са в очакване на бъдещо отслабване на врага в лицето на Русия.
Руската армия пресича Дунав и напредва дълбоко в българската територия. Филма в голям мащаб показва най-важните събития от Руско-турската война от 1877 – 1878: Битката при Свищов, отбраната на Шипка, третия щурм на Плевен, Битката за Шейново. Показани са многобройни исторически данни: военни, дипломати, общественици. Голямо внимание се обръща на съвместната борба на руските и българските воини.
Филмът има характеристиките на исторически епичен филм. Един от актьорите, Георгий Юматов казва в интервю, че филмът е заснет в България в области на реални исторически събития. В престрелките са участвали няколко хиляди души от съветските и българските войски.

## Състав

### Актьорски състав
| Роля                                 | Изпълнител              |
| ------------------------------------ | ----------------------- |
| Катергин                             | Иван Переверзев         |
| Ознабишин                            | Виктор Авдюшко          |
| Сашко Козиря                         | Георги Юматов           |
| Макар Лизота                         | Константин Сорокин      |
| Тимофей                              | Анатолий Алексиев       |
| Боримечката                          | Петко Карлуковски       |
| Петко                                | Апостол Карамитев       |
| Панайот                              | Стефан Пейчев           |
| Митко                                | Н. Генов                |
| Бойка                                | Жени Божинова           |
| Йонка                                | Катя Чукова             |
| Генерал Гурко                        | Сергей Папов            |
| Генерал Скобелев                     | Евгени Саможлов         |
| Радецки                              | А. Киреев               |
| Драгомиров                           | Г. Громов               |
| Столетов                             | Владимир Чобур          |
| Струков                              | А. Смирнов              |
| Тотлебен                             | Атанас Христов          |
| Петър Святополк-Мирски               | Е. Деменни              |
| Артур Непокойчицки                   | М. Трояновски           |
| Казимир Левицки                      | Е. Гаррик               |
| Цар Александър Втори                 | И. Кононенко            |
| Николай Николаевич – /великият княз/ | А. Савостоянов          |
| Корчков – канцлер                    | Николай Масалитинов     |
| Милютин – военния министър           | Сергей Курилов          |
| Майор Ляпунов                        | А. Холодков             |
| Майор Горталов                       | Константин Старосин     |
| полковник Дукмасов                   | Ганчо Ганчев            |
| В.В. Верещагин                       | Владимир Леонов         |
| Султан Абдул Хамид                   | Дако Даковски           |
| Сюлейман паша                        | Константин Кисимов      |
| Осман паша                           | Енчо Тагаров            |
| Вейсел паша                          | Георги Стаматов         |
|                                      | В епизодите             |
|                                      | Константин Скоробогатов |
|                                      | Н. Симонов              |
|                                      | Василий Софронов        |
|                                      | Борис Ганчев            |
|                                      | Аспарух Темелков        |
|                                      | Бруно Фрейндлих         |
|                                      | Владимир Гайдаров       |
|                                      | Феодор Никитин          |
| военния кореспондент                 | Андрей Чапразов         |
|                                      | Иван Тонев              |
|                                      | Владимир Таскин         |
|                                      | С. Евлахов              |
|                                      | Степан Кирилов          |

### Творчески и технически екип
| Сценарий                 | Аркадий Первенцев                                                                                   |
| Режисьор                 | Сергей Василев                                                                                      |
| Оператор                 | Михаил Кирилов                                                                                      |
| Художници                | Михаил Богданов Генади Мясников Георги Попов                                                        |
| Костюми                  | Евгения Словцова Н. Тусузова Невена Балтова Пепа Мисиркова                                          |
| Музика                   | Николай Крюков Филип Кутев                                                                          |
| Звукооператори           | Александр Бабий Борис Антонов Кузман Шопов                                                          |
| Комбинирани снимки       | Оператор: Л. Сазонов Художник: А. Алексеев                                                          |
| Пиротехника              | В. Лихачев Е. Быков                                                                                 |
| Грим                     | Васил Горюнов                                                                                       |
| Монтаж                   | Е. Баженова                                                                                         |
| Консултанти              | полковник П. Фортунатов майор Б. Чопланов                                                           |
| Втори режисьори          | А. Апсолон П. Боголюбов Ю. Музыкант Я. Янков                                                        |
| Втори оператори          | А. Завьялов Ю. Разумов И. Шекерджийски                                                              |
| Директори на продукцията | И. Провоторов Александър Христов                                                                    |
| Разпространители         | СССР: Ленфилм България: Българска кинематография Студия за игрални филми „София“ /Copyright © 1954/ |